# Všechromy
Všechromy jsou vesnice ležící ve Středočeském kraji, v okrese Praha-východ a spadají pod obec Strančice, od které leží 2 km západním směrem. Nachází se v těsné blízkosti dálnice D1 (Exit 15 Všechromy) a v důsledku toho je její území silně zatíženo dopravou.

## Historie
První písemná zmínka o Všechromech pochází z roku 1237.

## Památky
- bývalý židovský hřbitov (jihovýchodně od vesnice)

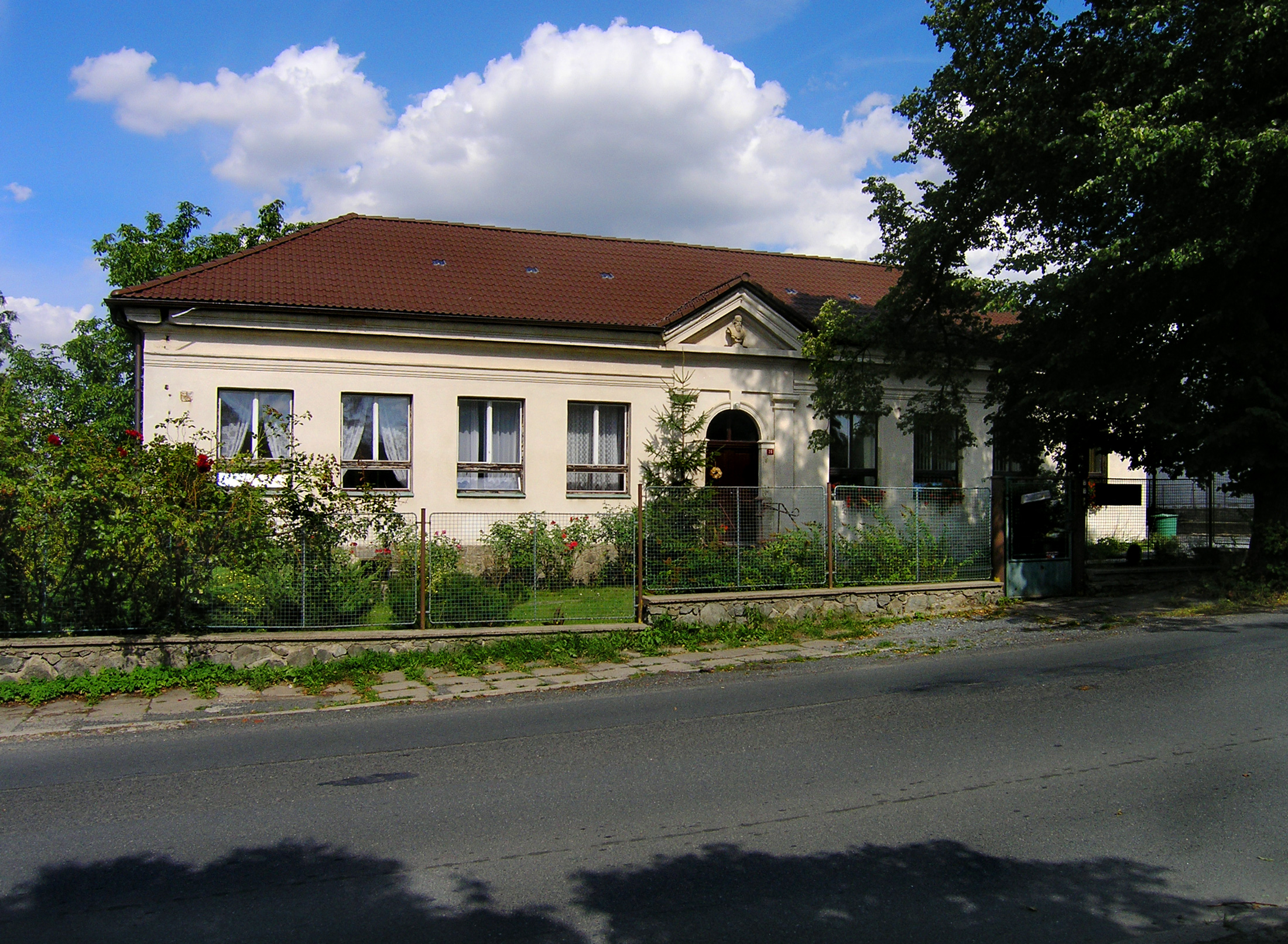
Bývalá škola

## Obchod a průmysl
- v obci se nachází jeden ze skladů společnosti HECHT - specialista na zahradu
- v obci sídlí centrála obchodní společnosti Mountfield